# Comissió d'Afers Constitucionals
La Comissió d'Afers Constitucionals (AFCO) és la comissió del Parlament Europeu que s'encarrega de temes institucionals, com ara els tractats i les regles del Parlament. El seu president actual és l'eurodiputat Carlo Casini (PPE).

## Membres principals (VIILegislatura, 2009-2014)
| Nom                         | Càrrec         | País       | Grup |
| --------------------------- | -------------- | ---------- | ---- |
| Carlo Casini                | President      | Itàlia     | PPE  |
| Zita Gurmai                 | Vicepresidenta | Hongria    | S&D  |
| Rafał Kazimierz Trzaskowski | Vicepresident  | Polònia    | PPE  |
| Morten Messerschmidt        | Vicepresident  | Polònia    | ELD  |
| Syed Kamall                 | Vicepresident  | Regne Unit | CRE  |